# 清家篤
清家 篤（せいけ あつし、1954年〈昭和29年〉4月11日 - ）は、労働経済学を専門とする経済学者。博士（商学）（慶應義塾大学・1993年）。慶應義塾学事顧問、慶應義塾大学名誉教授、日本赤十字社社長、国立大学法人一橋大学経営協議会委員、一般財団法人生涯学習開発財団評議員。
慶應義塾大学商学部長、慶應義塾長（2009年‐2017年）、日本私立大学連盟会長、日本私立学校振興・共済事業団理事長（2018年4月1日 - 2022年6月30日）。

## 略歴
東京都出身。父は現代建築家で、東京工業大学と東京芸術大学の名誉教授である清家清。祖父は機械工学者で、旧制都立工業専門学校初代校長、東京都立大学工学部長などを務めた清家正。
青山学院中等部・高等部卒業して慶應義塾大学経済学部経済学科で労働経済学を専攻し、経済学者として労働市場、特に高齢者の就業問題と社会保障問題を扱う。内閣府有識者会議で座長と委員長、東日本大震災復興構想会議委員、それぞれを務める。
政策は高齢者を優遇する傾向にあり、清家が推進した65歳まで雇用義務化について「男性高齢正社員への偏った利益誘導だ」と城繁幸らは批判する。

## 雑記
- 従来は、慶應学内の塾長選挙で1位の候補者が次期塾長に就く慣例であったが、清家の後任塾長を指名する慶應義塾評議員会で議長の岩沙弘道は、清家を8年間支えた常任理事の長谷山彰を次期塾長に指名する旨の承認を求めた[8][9]。長谷山は学内選挙結果が2位のために異議も挙がるが、次期塾長として承認された[8][9]。

## 学歴
- 1970年3月 - 青山学院中等部卒業
- 1973年3月 - 青山学院高等部卒業
- 1978年3月 - 慶應義塾大学経済学部経済学科卒業
- 1980年3月 - 慶應義塾大学院商学研究科修士課程修了
- 1983年3月 - 慶應義塾大学院商学研究科博士課程単位取得退学
- 1993年12月 - 博士（商学）（慶應義塾大学）（学位請求論文『高齢化社会の労働市場 - 就業行動と公的年金 - 』[注釈 1]）

## 職歴
- 1980年4月 - 慶應義塾大学商学部助手（1985年3月まで）
- 1985年4月 - 慶應義塾大学商学部助教授（1992年3月まで）
- 1987年4月 - カリフォルニア大学ロサンゼルス校客員研究員（1988年10月まで）
- 1992年4月 - 慶應義塾大学商学部教授および同大学院商学研究科委員
- 1995年10月 - 経済企画庁経済研究所客員主任研究官（1997年9月まで）
- 1999年4月 - 慶應義塾大学学生総合センター就職部門部長（1999年9月まで）、同副センター長 兼 就職部長（1999年10月から2005年9月まで）。
- 2007年10月 - 慶應義塾大学商学部長および同大学院商学研究科委員長、慶應義塾理事（2009年5月）
- 2009年4月 - 慶應義塾長（学校法人慶應義塾理事長兼慶應義塾大学長）。3選を目指した安西祐一郎を破り、5月28日に就任（任期は2013年（平成25年）5月27日まで）
- 2013年4月 - 慶應義塾長に再選される（任期は2017年（平成29年）5月27日まで）。
- 2017年 - 慶應義塾学事顧問[10]
- 2018年4月 - 日本私立学校振興・共済事業団理事長[11]（2022年6月まで）、慶應義塾大学客員教授[12]、国立大学法人一橋大学経営協議会委員（直近の任期は2024年（令和6年）3月31日まで）[13]
- 2018年5月 - 国立大学法人一橋大学社会科学の発展を考える円卓会議委員[14]
- 2019年6月 - 中央共同募金会会長、全国社会福祉協議会会長、全国老人クラブ連合会会長
- 2022年7月 - 日本赤十字社社長[2]

## 公職・その他
学会

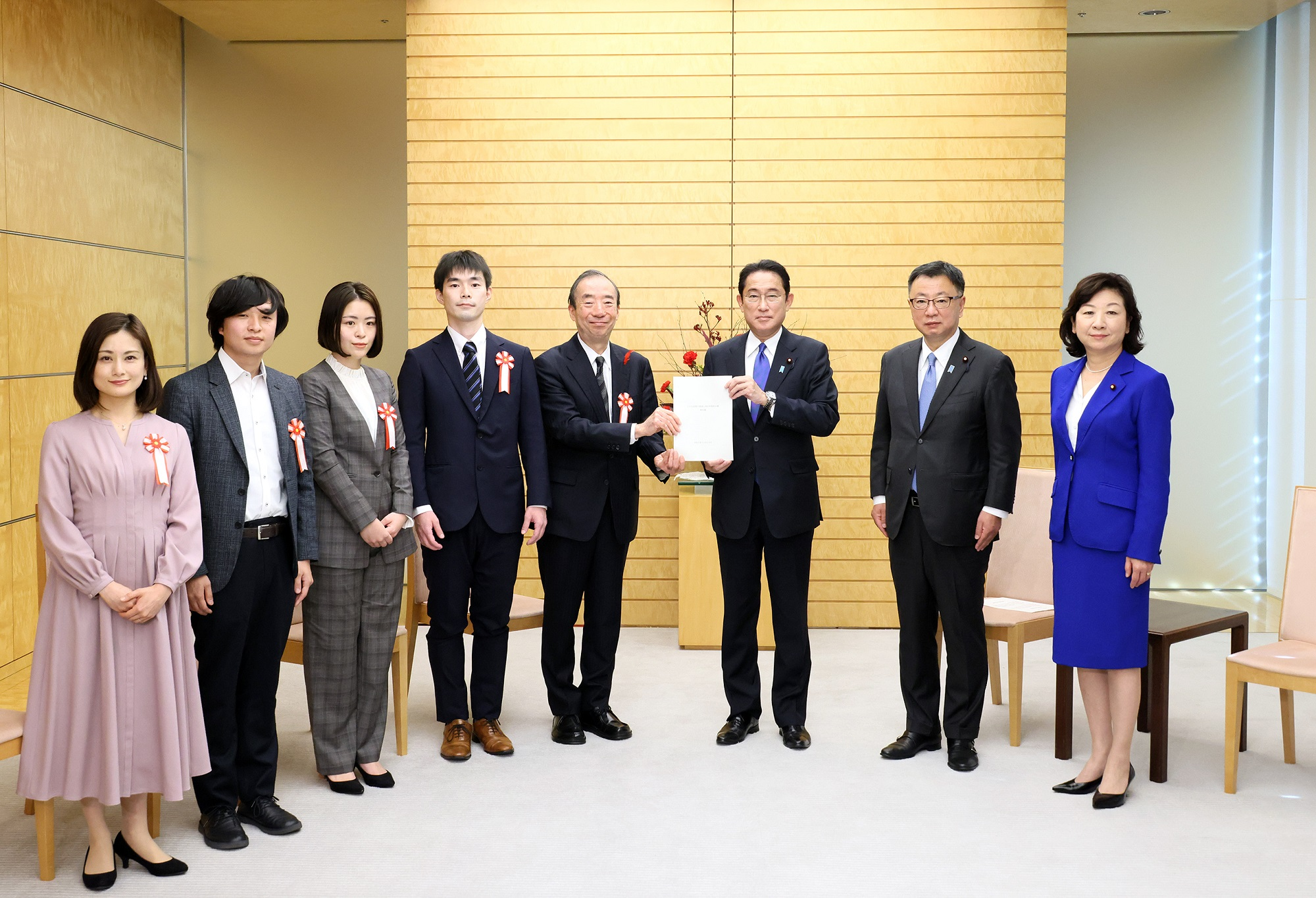
2021年11月29日、総理大臣官邸にて内閣総理大臣岸田文雄（右から3人目）、内閣官房長官松野博一（右から2人目）、内閣府特命担当大臣（少子化対策担当）野田聖子（右端）らと

- 日本労務学会副代表理事（2007年〈平成19年〉8月から）
- 日本経済学会理事（2008年〈平成20年〉4月から）

政府
- 高齢社会対策の推進の基本的あり方に関する有識者会議座長（内閣府、2001年〈平成13年〉6月から同年9月まで）
- 労働政策審議会委員・同労働力需給制度部会長・同雇用保険部会長（厚生労働省、2005年〈平成17年〉4月から）
- 社会保障国民会議委員・同第一分科会（年金・雇用）座長（内閣官房、2008年1月から同年11月まで）
- 社会保障改革推進懇談会構成員（内閣官房、2008年12月26日[15]から2009年〈平成21年〉6月18日[注釈 2]まで）
- 東日本大震災復興構想会議委員（内閣府、2011年〈平成23年〉4月から2012年〈平成24年〉2月まで）
- 社会保障制度改革国民会議会長（2012年11月から2013年〈平成25年〉8月まで）
- 2013年1月から内閣府経済社会総合研究所名誉所長
- 社会保障制度改革推進会議議長（内閣官房、2014年〈平成26年〉7月17日[16][注釈 3] から2021年〈令和3年〉12月31日まで）
- 全世代型社会保障構築会議座長（内閣官房、2021年11月から）[17]
- 教育未来創造会議座長（内閣府、2021年12月から）

## 受賞歴
- 日本労務学会研究奨励賞（『高齢者就業の趨勢と公的年金』、1987年（昭和62年））
- 義塾賞（慶應義塾、1992年（平成4年））
- 第7回冲永賞（労働問題リサーチセンター、1992年（平成4年））
- 第17回労働関係図書優秀賞（日本労働研究機構、読売新聞、1994年（平成6年））
- 東京海上各務記念財団優秀図書賞（『高齢化社会の労働市場－就業行動と公的年金』、1994年（平成6年））
- 第48回日経・経済図書文化賞（日本経済新聞社、日本経済研究センター、2005年（平成17年））
- レジオン・ドヌール勲章シュヴァリエ（フランス政府、2016年（平成28年））[18]。

## 出演番組
- サンデー経済スコープ（NHK総合）

## 主な著作
著書
- 『高齢者の労働経済学』日本経済新聞社、1992年 ISBN 4532140927
- 『仕事と暮らしの経済学』共著、岩波新書、1992年 ISBN 4000041754
- 『高齢化社会の労働市場－就業行動と公的年金』東洋経済新報社 1993年、ISBN 449226048X
- 『New Trends in Japan’s Labor Market 』 Foreign Press Center, 1997.
- 『生涯現役社会の条件』中公新書、1998年 ISBN 4121014073
- 『人事と組織の経済学』共訳、日本経済新聞社、1998年 ISBN 4532131618
- 『年金制度改革の論点』共編著、社会生産性本部、2000年 ISBN 4883720802
- 『定年破壊』講談社、2000年、ISBN 4062102056
- 『生涯現役時代の雇用政策』編著、日本評論社、2001年 ISBN 453555272X
- 『労働経済』東洋経済新報社、2002年 ISBN 978-4492815021
- 『勝者の代償』翻訳、東洋経済新報社、2002年 ISBN 4492222235
- 『子育て支援策の論点』編集、社会経済生産性本部生産性労働情報センター、2002年 ISBN 4883721574
- 『生涯現役社会をめざして』日本放送出版協会、2003年 ISBN 4141890863
- 『高齢者就業の経済学』共著、日本経済新聞社、2004年 ISBN 4532132827
- 『先進5か国の年金改革と日本』共著、丸善プラネット、2005年 ISBN 4901689339
- 『高齢社会日本の雇用政策』共訳、明石書店、2005年 ISBN 4750321249
- 『超「団塊」』共著、宝島社、2005年 ISBN 4796648747
- 『エイジフリー社会を生きる』NTT出版、2006年 ISBN 4757121709
- 『団塊世代60年―どう生きてきたか』共著、生産性出版、2006年 ISBN 4820118323
- 『エイジフリー社会』社会経済生産性本部生産性労働情報センター 2006年、ISBN 4883722589

論文
- Readying Society for an Old-Aged Workers, JAPAN ECHO, April, 2005
- Structural Reform and Employment in Japan, Journal of Japanese Trade & Industry, Vol. 21, No. 1, 2002
- Beyond Lifetime Employment, The Geneva Papers, Vol. 26 No. 4, 2001
- 「年齢差別禁止の経済分析」『日本労働研究雑誌』第43巻第1号，2001年
- Labor Market Implications of Social Security: Company Pension Plans, Public Pensions, and Retirement Behavior of the Elderly in Japan, in Michael D. Hurd and Naohiro Yashiro eds., The Economic Effects of Aging in the United States and Japan, Chicago: The University of Chicago Press, 1997
- 「高齢化社会の労働市場における高齢者の能力活用に関する研究」（早見均らと共著）『経済分析』第155号， 1997年